# Parador de San Francisco
Parador de San Francisco es un alojamiento turístico perteneciente a la red de Paradores Nacionales de Turismo, abrió sus puertas al público el 26 de junio de 1945, situado en la ciudad de Granada, comunidad autónoma de Andalucía, España.
Está ubicado en el antiguo solar que ocupaba el Convento de San Francisco del siglo XV, dentro del recinto de lo que es el palacio fortaleza de la Alhambra. Mandado construir por los Reyes Católicos en 1494 calle Real arriba sobre un palacio nazarita, palacio que fue de los infantes de Muhammad III (1303-1309), y del que todavía se conservan importantes restos como la Sala Nazarí. 
En 1521 fueron enterrados la primera vez los Reyes Católicos (Isabel y Fernando) en la capilla del convento, hasta que  Carlos I de España  ordenó al conde de Tendilla, que los enterrasen en el lugar que ocupan ahora: la Capilla Real de Granada, adosada a la actual Iglesia Catedral. En su claustro y habitaciones se exponen numerosas piezas de arte y mobiliario. Abandonado el monasterio en 1835 por los franciscanos, el edificio fue utilizado durante el siglo XIX en múltiples usos, entre otros, como cuartel militar. Bajo la dirección del arquitecto Leopoldo Torres Balbás se rescató de la ruina casi total entre 1927 y 1936, reconvirtiendo el edificio en residencia de pintores. Francisco Prieto-Moreno Pardo, como jefe arquitecto y conservador de la Alhambra realizó excavaciones arqueológicas aflorando entre sus resto el ḥammān o baño árabe del palacio musulmán, edificando la zona que se usa hoy como parador.

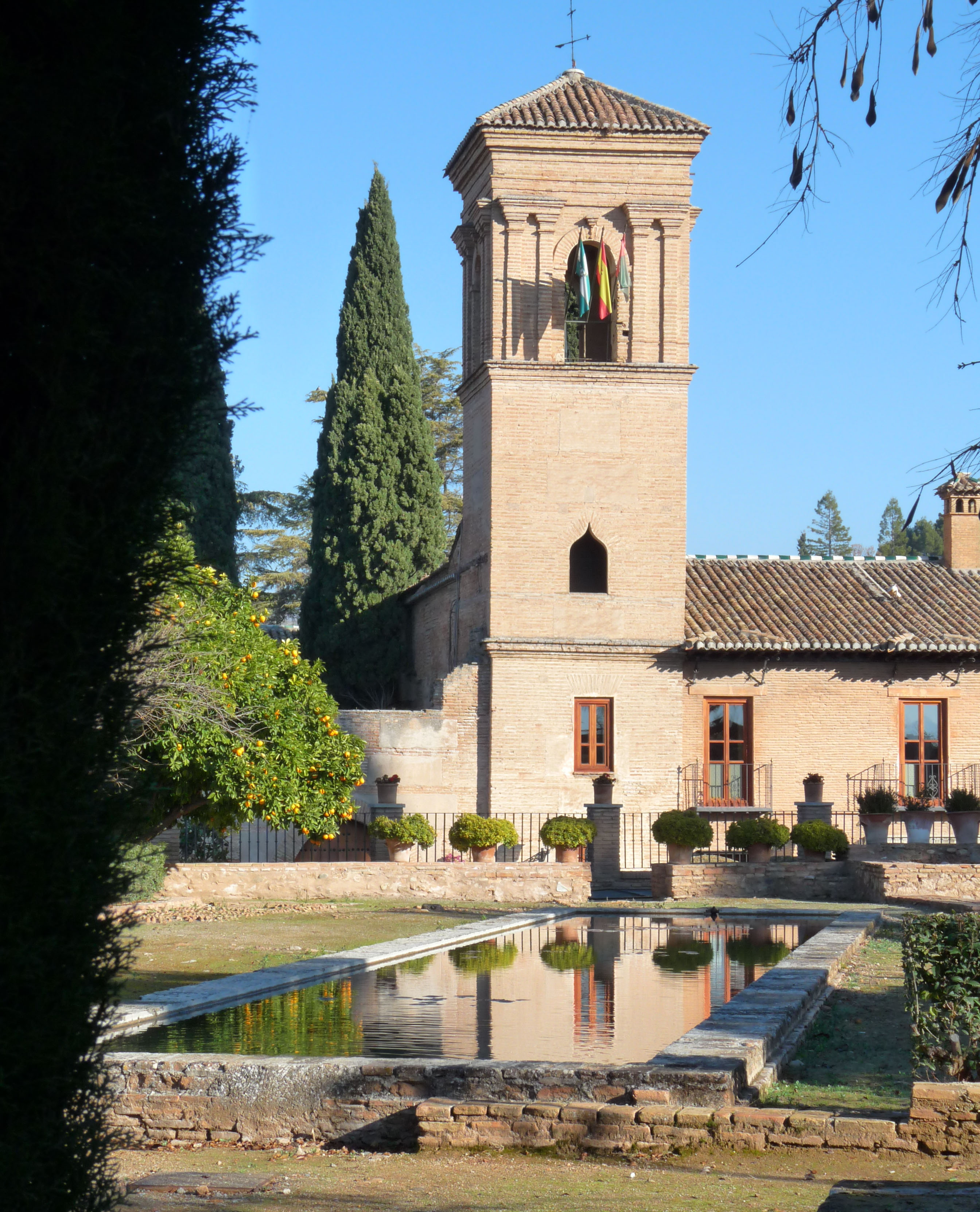
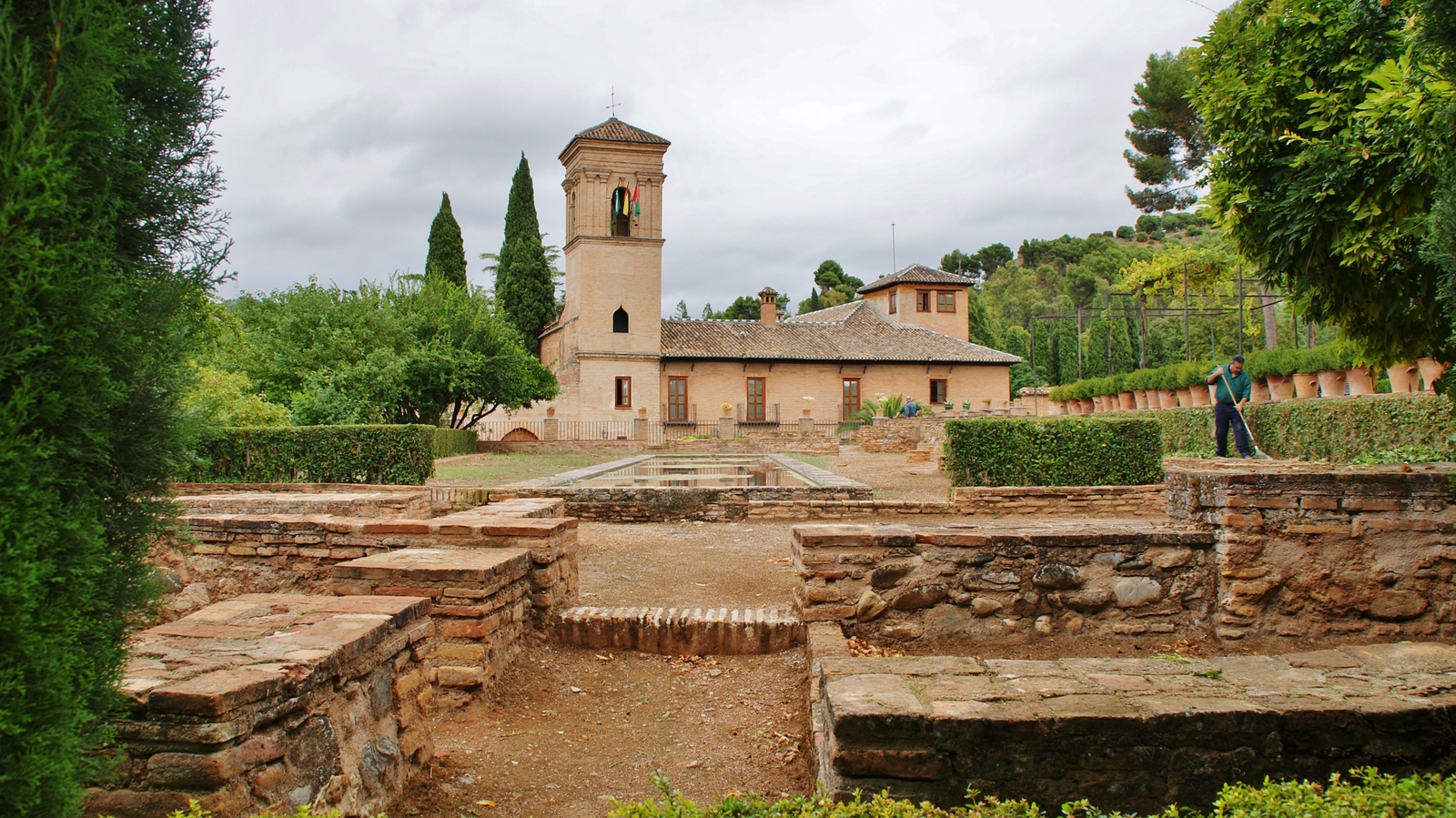
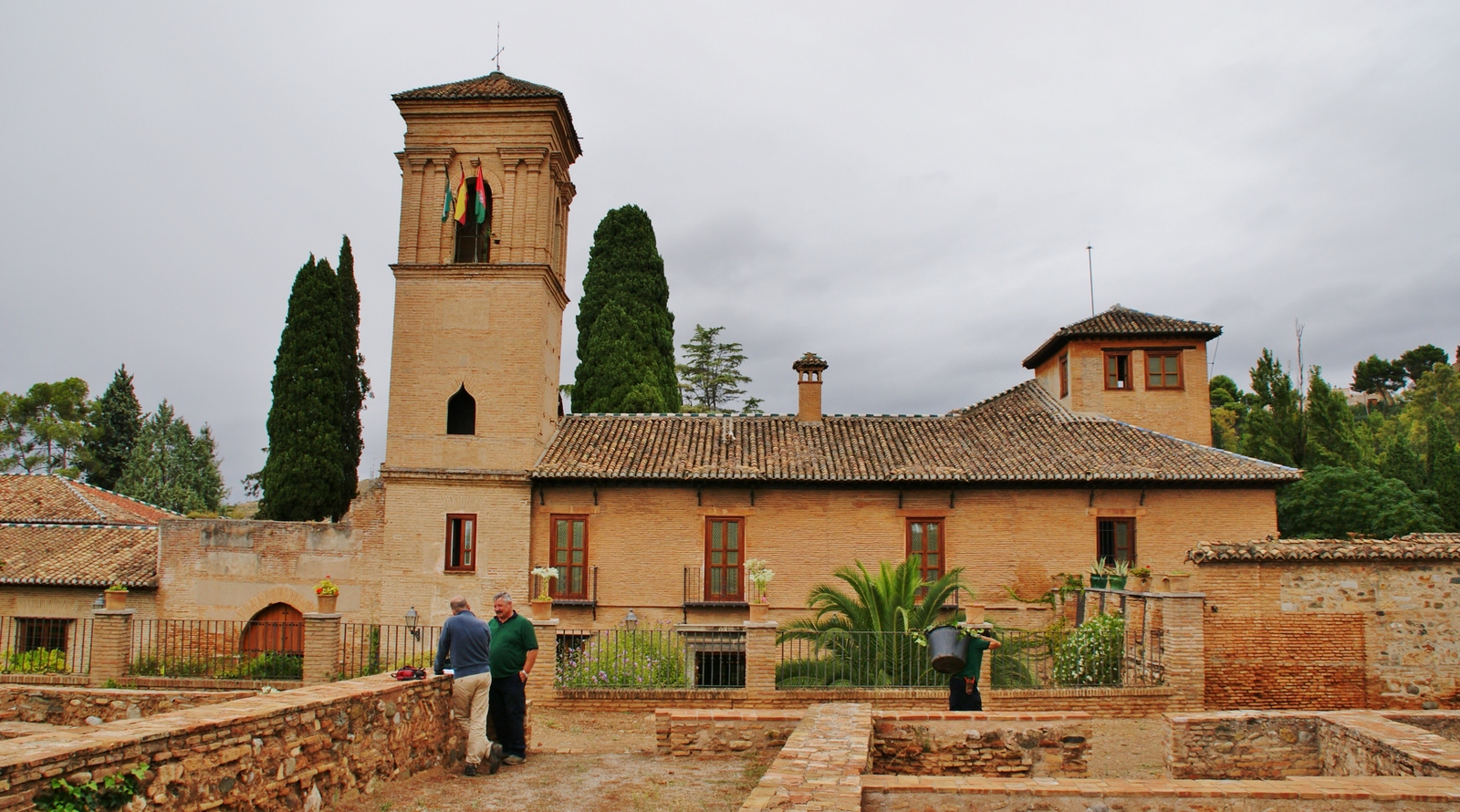
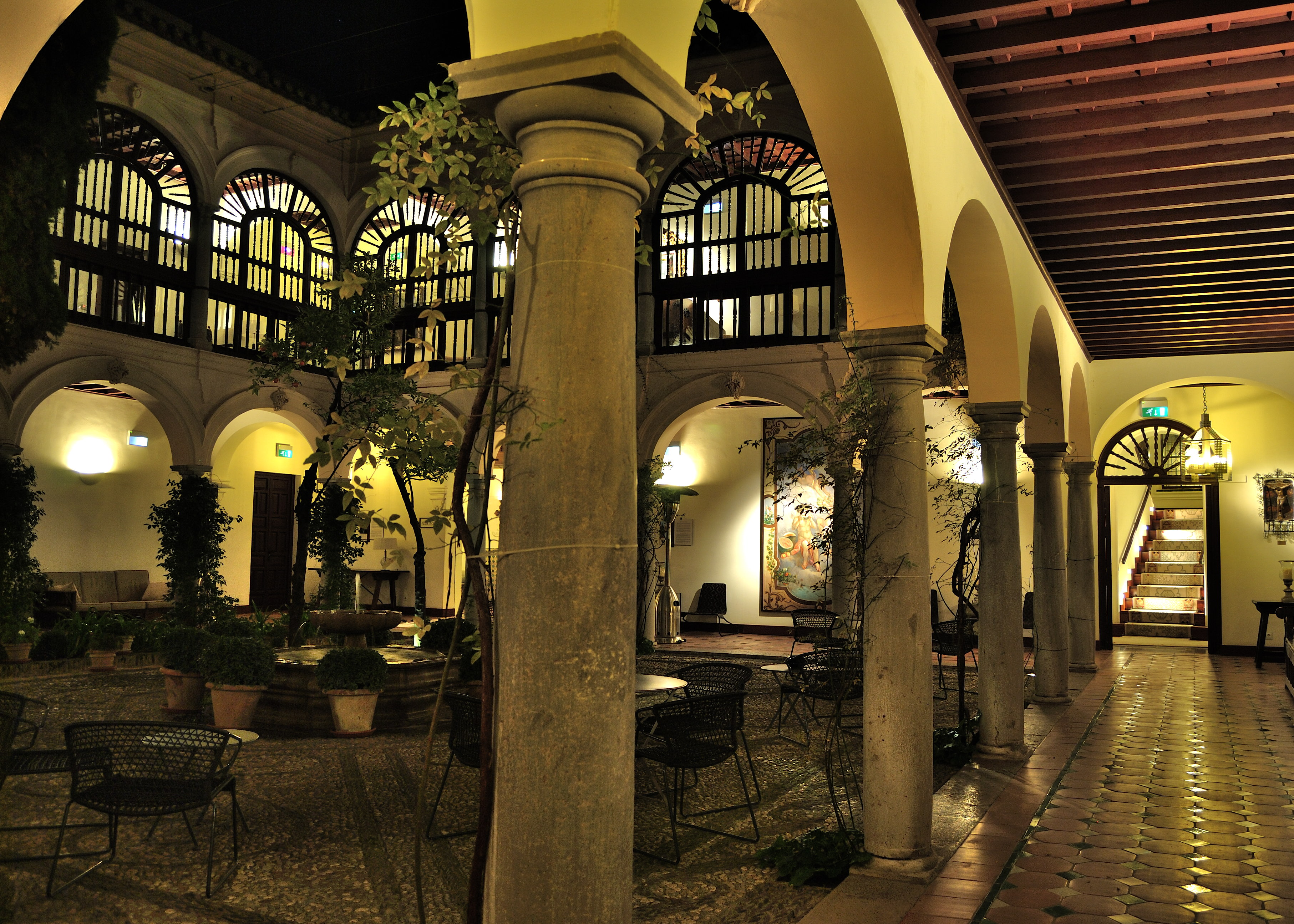
Claustro y galería baja
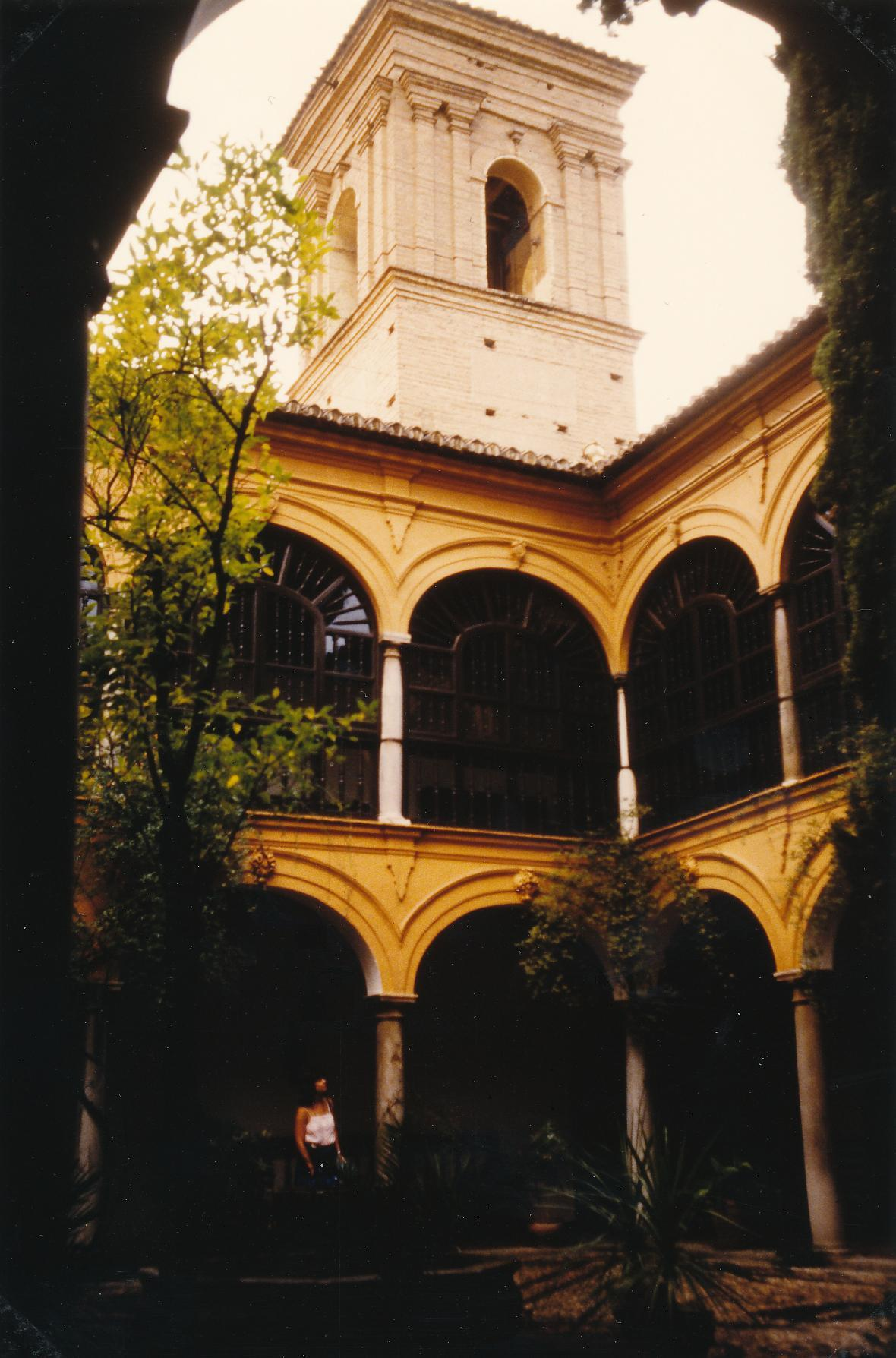
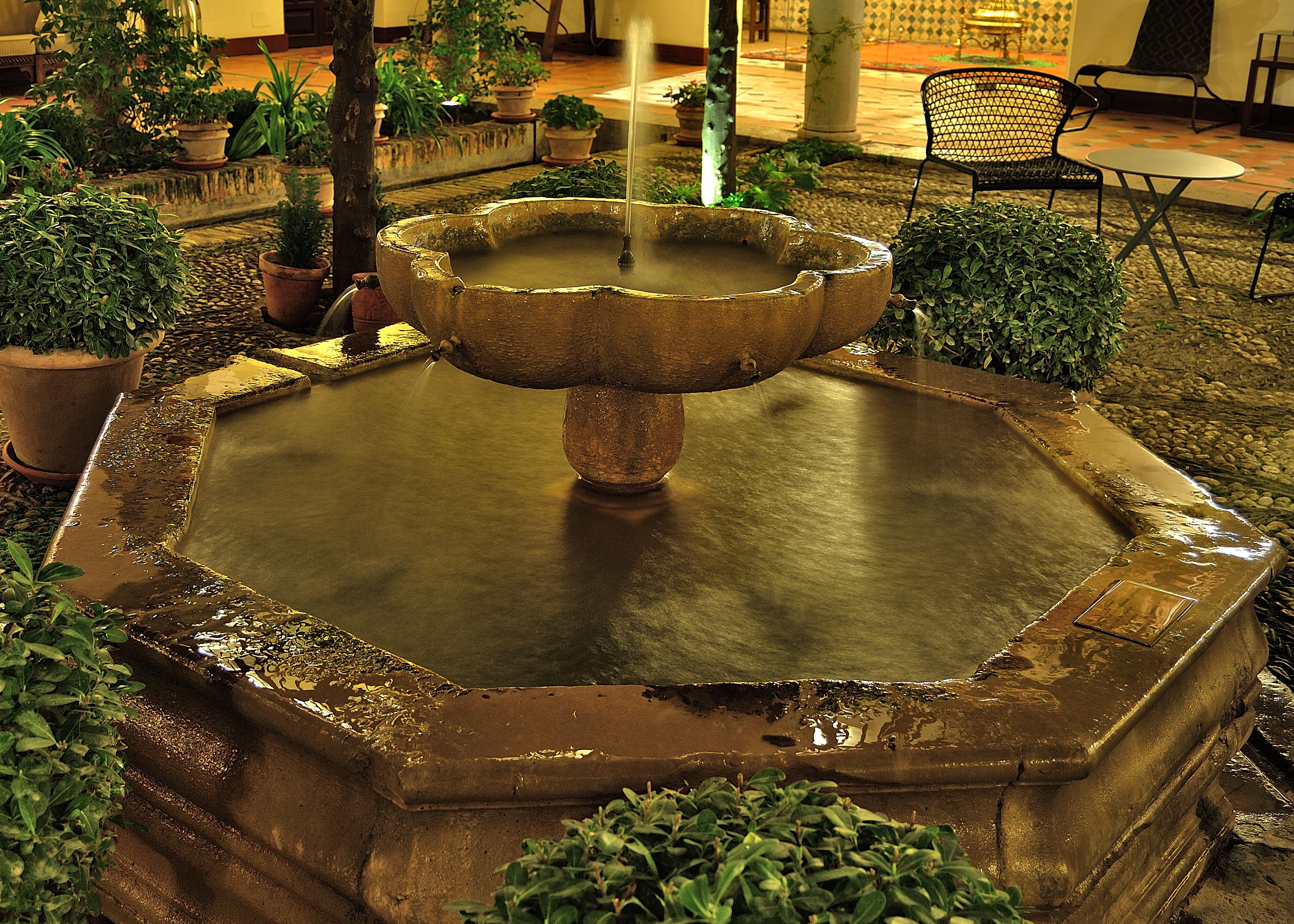
Fuente central del Claustro.

- Datos: Q2479372
- Multimedia: Convent of San Francisco, Granada / Q2479372